# Otto Maull

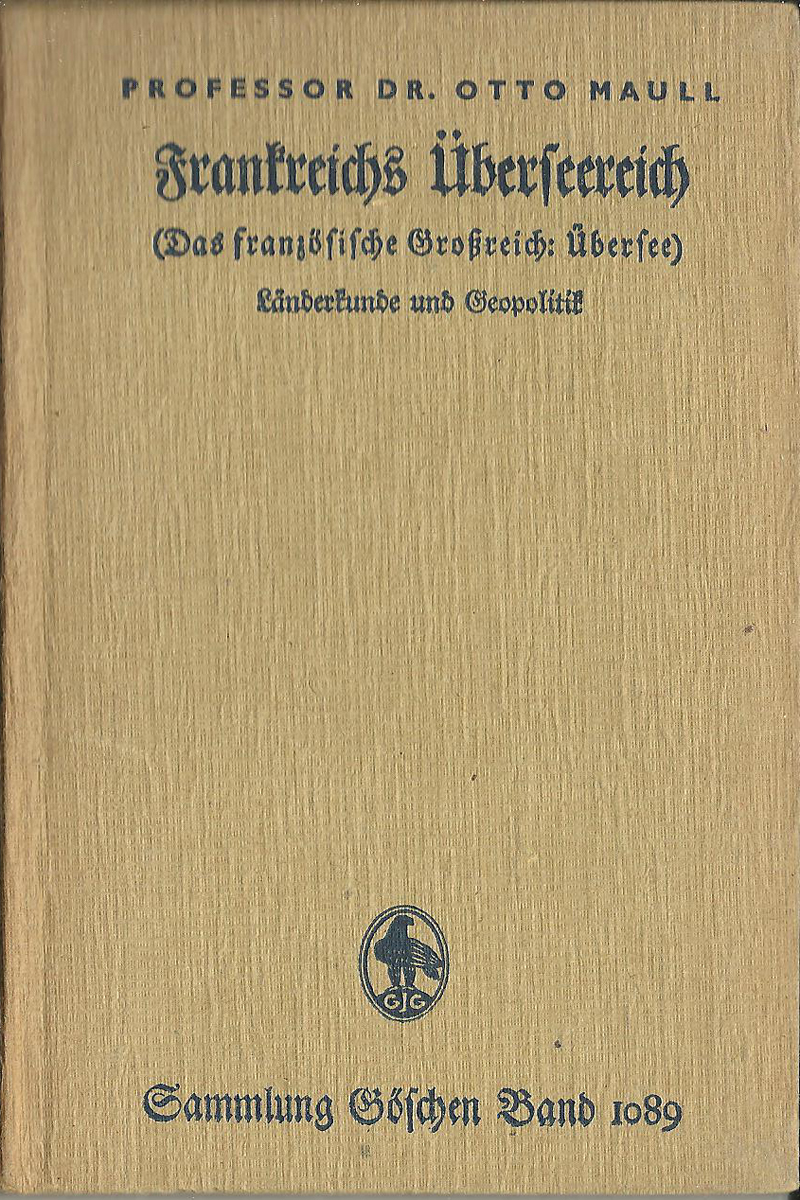
Frankreichs Überseereich von Otto Maull war seit 1935 Band 1089 der Sammlung Göschen

Otto Maull (* 8. Mai 1887 in Frankfurt am Main; † 16. Dezember 1957 in München) war ein deutscher Geograph und Theoretiker der Geopolitik sowie Professor der Geographie an der Universität Graz. Seine Hauptwerke sind Politische Geographie (1925), Politische Grenzen (1928), Länderkunde von Südeuropa (1929), Geographie der Kulturlandschaft (1932), Anthropogeographie (1932), Das Wesen der Geopolitik (1936), Die Vereinigten Staaten von Amerika als Grossreich (1940) und Politische Geographie  (1956). Maull war von 1925 bis 1932 zusammen mit Karl Haushofer Herausgeber der Zeitschrift für Geopolitik.
Seit 1943 war Maull Mitglied der Österreichischen Akademie der Wissenschaften. Sein wissenschaftlicher Nachlass liegt im Archiv für Geographie des Leibniz-Instituts für Länderkunde in Leipzig.